# Срок окупаемости
Срок окупаемости (период окупаемости, PP от англ. payback period) — период времени, необходимый для того, чтобы доходы, генерируемые инвестициями, покрыли затраты на инвестиции. Например, если инвестиционный проект требует инвестиций (исходящий денежный поток) в 2 млн рублей и эти инвестиции будут возвращаться по 1 млн рублей в год, то можно говорить, что срок окупаемости проекта составляет 2 года. При этом временна́я ценность денег не учитывается. Этот показатель определяют последовательным расчётом чистого дохода для каждого периода проекта. Точка, в которой чистый доход примет положительное значение, будет являться точкой окупаемости.

## Определение
Согласно канадскому профессору Энтони Аткинсону период окупаемости — период времени, необходимый для возмещения первоначальных инвестиций в проект.
Показатель может выступать мерой проектного риска: чем больше срок окупаемости проекта, тем больше риска.

## Критика
Показатель не учитывает стоимость денег с учётом фактора времени. При сравнении проектов с одинаковыми сроками окупаемости, но с разными схемами выплат, игнорируется тот факт, что приток денежных средств в первых периодах проекта не равен притоку последующих периодах. Исключается принцип, что всегда предпочтительней получить денежные средства как можно раньше.
Показатель не учитывает все поступления денежных средств после момента полного возмещения первоначальных расходов. При сравнении проектов с одинаковыми сроками окупаемости размер притока денежных средств после срока окупаемости у проектов игнорируется.
При выборе из нескольких инвестиционных проектов, если исходить только из срока окупаемости инвестиций, не будет учитываться объём прибыли, созданный проектами.